# Крысоловка
«Крысоло́вка» (малаял. എലിപ്പത്തായം, Elippathayam) — индийский фильм-драма режиссёра Адур Гопалакришнана. По мнению многих критиков, это один из лучших фильмов режиссёра. Фильм был показан на нескольких кинофестивалях по всему миру, в том числе на Каннском кинофестивале 1982 года.

## Сюжет
В фильме показана атмосфера сельской жизни современных феодалов. В большой усадьбе живут брат и две незамужние сестры. Одна сестра целыми днями ведёт домашнее хозяйство как рабыня, а другая увлечена школьным учителем, но брат не хочет, чтобы они выходили замуж. Может быть, он вообще ничего не хочет и не отдаёт себе в этом отчёт. Его человеческая природа ярко проявляется, когда в доме появляются крысы. Брат ничего не может сделать, а младшей сестре остаётся только терпеливо отлавливать их и топить в пруду.
Крысоловка является метафорой, показывающей как женщины оказываются в ловушке внутри феодальной системы.

## В ролях
| Актёр                     | Роль     |
| ------------------------- | -------- |
| Карамана Джанарданан Наир | Унни     |
| Джаладжа                  | Шридеви  |
| Раджам Наир               | Джанамма |
| Шарада                    | Раджамма |

## Награды
- Премия Британского института кино
  - 1982, награда Sutherland Trophy (Адур Гопалакришнан)
- Премия London Film Festival
  - 1982, награда в категории «Самый оригинальный и творческий фильм» (Адур Гопалакришнан)
- Национальная кинопремия (Индия)
  - 1982, награда «Серебряный лотос» за лучший звук (П. Девадас)[3]
  - 1982, награда «Серебряный лотос» за лучший фильм на языке малаялам